# Amédée Forget

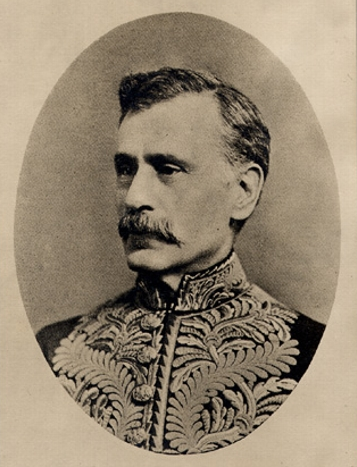
Amédée Forget

Amédée-Emmanuel Forget (* 12. November 1847 in Marieville, Niederkanada (heute: Québec); † 8. Juni 1923 in Ottawa) war ein kanadischer Politiker und Rechtsanwalt. Er war von 1898 bis 1911 Vizegouverneur der Nordwest-Territorien, danach hatte er dieses Amt bis 1910 in der Provinz Saskatchewan inne. Von 1911 bis zu seinem Tod war er Senator.

## Biografie
Der Sohn von Jeremie und Marie (geborene Guenette) Forget studierte nach der Schulzeit Recht bei Joseph-Adolphe Chapleau (damals existierte noch keine Rechtsfakultät) und erhielt 1871 die Zulassung als Rechtsanwalt. Zusammen mit Chapleau übernahm er 1874 die Verteidigung von Ambroise-Dydime Lépine. 1875 trat er in die kanadische Bundesverwaltung ein. Nachdem er die Volkszählung in Manitoba organisiert hatte, war er ab 1877 Assistent von David Laird, dem Vizegouverneur der Nordwest-Territorien, ab 1881 auch von Edgar Dewdney. Vergeblich wandte er sich nach der Nordwest-Rebellion von 1885 gegen die Hinrichtung von Louis Riel.
Ab 1888 war Forget als stellvertretender Indianerkommissar tätig, ab 1893 leitete er die Indianeragentur in Regina. Generalgouverneur Lord Minto vereidigte ihn am 4. Oktober 1898 als Vizegouverneur der Nordwest-Territorien, auf Anweisung von Premierminister Wilfrid Laurier. Eine Gesetzesänderung im Jahr zuvor hatte zur Folge, dass dieses Amt wie in den Provinzen nur noch zeremonieller Natur war.
Am 1. September 1905 entstanden aus Teilen der Nordwest-Territorien die Provinzen Alberta und Saskatchewan. Forget wurde auf diesen Zeitpunkt hin zum Vizegouverneur von Saskatchewan ernannt und übte dieses Amt bis zum 13. Oktober 1910 aus. Laurier ernannte ihn daraufhin im Mai 1911 zum Senator. 1923 verstarb er im Amt und wurde auf dem Friedhof Notre-Dame-des-Neiges in Montreal beigesetzt. Nach ihm ist die Stadt Forget (Saskatchewan) benannt.